# ひきたよしあき
ひきた よしあき （1960年〈昭和35年〉 - ）は、日本のコラムニスト、著作家、スピーチライター。
2018年時点で、神奈川県川崎市在住。

## 来歴
1960年に兵庫県西宮市で生まれる。
学生時代より『早稲田文学』の学生編集委員を務め、NHK『クイズ面白ゼミナール』では鈴木健二に師事し、クイズの制作をした。
1984年に早稲田大学法学部を卒業し、博報堂に入社。同年に博報堂制作局CMディレクターに着任。数々のCM制作に携わる。
2004年に慶應義塾大学メディコム講師に着任し、博報堂生活総合研究所客員研究員になる。
2007年に博報堂「広告」副編集長に就任。
2012年に明治大学経営学部講師に着任。
2015年には明治大学学部間共通講座講師に着任。同年の4月から朝日小学生新聞に『大勢の中のあなたへ』の連載を開始する。
2018年に博報堂教育財団コミュニケーションコンサルタントに就任。
2020年から博報堂フェローを務める。
2022年には株式会社SmileWordsを設立して、自身は代表取締役に就任。